# Hans Filbinger
Hans Karl Filbinger (ur. 15 września 1913 w Mannheim, zm. 1 kwietnia 2007 we Fryburgu Bryzgowijskim) – niemiecki prawnik i polityk, sędzia marynarki wojennej w czasie II wojny światowej, później wieloletni chrześcijańsko-demokratyczny premier Badenii-Wirtembergii.

## Życiorys
Urodził się 15 września 1913 r. w Mannheim. Jego ojcem był Johannes, urzędnik bankowy, a matką Luise z domu Schnur, która zmarła w 1918 r. Od 1924 do matury w 1933 r. uczęszczał do Badeńskiego Gimnazjum Realnego w rodzinnym mieście, po czym studiował prawo i ekonomię państwową we Fryburgu Bryzgowijskim i Monachium. Po ukończeniu aplikacji adwokackiej i pobycie w Paryżu doktoryzował się w 1939 r. u Hansa Großmanna-Doertha we Fryburgu Bryzgowijskim pracą poświęconą granicom kontroli większościowej w prawie spółek akcyjnych i prawie grupowym. Do 1940 r. pracował jako asystent i wykładowca na tamtejszym uniwersytecie.
Od 1928 r. należał stowarzyszenia katolickiego ruchu młodzieżowego Bund Neudeutschland i w latach 1932–1933 prowadził grupę młodzieżową w północnej Badenii. Po przejęciu władzy przez narodowych socjalistów Bund Neudeutschland był początkowo chroniony przez konkordat, ale w 1939 r. został zdelegalizowany. Podczas studiów nawiązał bliską przyjaźń z filozofem Maxem Müllerem. Od 1933 r. był członkiem Narodowosocjalistycznej Niemieckiej Ligi Studentów, od 1934 roku członkiem SA, a w 1937 r. wstąpił do NSDAP (wniosek o przyjęcie złożył w 1933 r.).
W 1940 r. zgłosił się na ochotnika do służby w marynarce wojennej. W marcu 1943 r., po ukończeniu kursu oficerskiego, został zwolniony z Wehrmachtu i mianowany sędzią morskim dla obszaru Morza Północnego. W swojej karierze Filbinger był sędzią w 169 procesach, a prokuratorem w 63, z czego co najmniej 4 procesy dezerterów zakończyły się karą śmierci. Pod koniec wojny został wzięty do niewoli przez Brytyjczyków w Oslo. Ponieważ utrzymali oni niemiecką jurysdykcję wojskową nad niemieckimi jeńcami, do lutego 1946 r. nadal sprawował urząd sędziego marynarki wojennej. Po powrocie do Niemiec osiadł we Fryburgu Bryzgowijskim jako prawnik i nadal poświęcał się karierze akademickiej, m.in. zajmował się zagadnieniami prawa korporacyjnego i kartelowego. W 1947 r. został powołany na członka komisji, która miała przygotować niemiecką ustawę kartelową.
W 1951 r. wstąpił do CDU i w latach 1953–1960 pełnił funkcję radnego miejskiego Fryburga, a w 1958 r. został powołany do rządu krajowego jako honorowy radny krajowy w Południowej Badenii. W wyborach w 1960 r. został wybrany do Landtagu i odebrał nominację na ministra spraw wewnętrznych Badenii-Wirtembergii. W 1966 r. został przewodniczącym CDU w południowej Badenii, która do 1971 r. była podzielona w tym landzie na cztery odrębne organizacje. Jako zagorzały zwolennik połączenia struktur w jednolitą organizację landową został wybrany w 1971 r. na pierwszego przewodniczącego zjednoczonej CDU i przewodniczył jej w latach 1971–1979, po czym został honorowym przewodniczącym.
Po odejściu Kurta Georga Kiesingera do urzędu kanclerskiego w 1966 r. objął stanowisko premiera landu i po rozwiązaniu istniejącej od 1960 r. koalicji z FDP doprowadził do tzw. wielkiej koalicji z SPD. Po wyborach landowych w 1968 r. utrzymał się na urzędzie premiera, gdyż CDU otrzymała 44,2% głosów i kontynuowała wielką koalicję z SPD. Najważniejszym wydarzeniem politycznym tej kadencji było głosowanie nad kwestią powstania odrębnego kraju związkowego Badenii w granicach dawnego Wielkiego Księstwa Badenii. Filbinger, sam będąc Badeńczykiem, był też zagorzałym zwolennikiem wspólnego landu Badenia-Wirtembergia. W referendum w Badenii w 1970 r. przy frekwencji 62,5% 81,9% wyborców opowiedziało się za tym, aby Badenia pozostała częścią wspólnego landu. W tym okresie udało mu się zrealizować kompleksową reformę administracyjno-terytorialną w postaci redukcji liczby gmin z 3379 do 1107 i liczby powiatów z 63 do 35.
Jego kolejnym sukcesem było zdobycie po raz pierwszy w historii bezwzględnej większości dla CDU w wyborach landowych w 1972 r. W polityce federalnej Filbinger prowadził ostrą krytykę Ostpolitik i polityki gospodarczej rządu federalnego Willy’ego Brandta. W 1973 r. został wybrany na zastępcę federalnego przewodniczącego CDU. W następnych latach jego rząd koncentrował się na ochronie środowiska i bezpieczeństwie wewnętrznym (w tym kwestii lewicowego terroryzmu Frakcji Czerwonej Armii), m.in. jego minister spraw wewnętrznych Karl Schiess wydał dekret, zgodnie z którym każdy kandydat do pracy w służbie cywilnej musiał być sprawdzony przez Ministerstwo Spraw Wewnętrznych pod kątem politycznych przekonań.
Po ponownym wyborze na stanowisko premiera w 1972 r. jego rząd przyjął po raz pierwszy całościową koncepcję polityki ochrony środowiska i ogłosił rok 1973 Rokiem ochrony środowiska, a w 1976 r. Badenia-Wirtembergia jako pierwszy kraj związkowy uchwaliła ustawę o ochronie przyrody, której celem było przejście od ochrony przyrody do aktywnej ochrony przyrody. W obliczu kryzysu naftowego z 1973 r. ogłosił plany przyspieszonej rozbudowy energetyki jądrowej, które wywołały ostry sprzeciw strony społecznej i w efekcie budowa elektrowni atomowej w Wyhl am Kaiserstuhl została opóźniona i dopiero po katastrofie w Czarnobylu jego następca Lothar Späth ogłosił zakończenie kontrowersyjnego projektu. W wyborach landowych z 1976 r. udało mu się ponownie poprawić wynik CDU w głosowaniu z 52,9% do 56,7%. W następnych latach był czasem rozważany jako następca Waltera Scheela na stanowisku prezydenta federalnego, ale w wyborach na wiceprzewodniczących federalnej CDU w 1977 r. zajął drugie miejsce, a powodem był jego konfrontacyjny kurs wobec Wolnych Demokratów, którzy byli partnerami koalicyjnymi CDU w kilku landach. Od tego czasu przestał być wymieniany w gronie kandydatów na prezydenta Niemiec.
Po samobójstwie w 1977 r. terrorystów Andreasa Baadera, Gudrun Ensslin i Jana-Carla Raspe w więzieniu Stuttgart-Stammheim rząd Filbingera pogrążył się w głębokim kryzysie, gdyż w trakcie śledztwa ujawniono poważne błędy w zabezpieczeniach i zaniedbania, wobec czego Filbinger, który zawsze podkreślał znaczenie bezpieczeństwa i porządku, zaczął być wzywany do dymisji. W 1978 r. pisarz Rolf Hochhuth ujawnił fakty dotyczące jego pracy jako sędziego marynarki wojennej, czym wywołał publiczną debatę na temat przeszłości Filbingera. Wkrótce potem wyszło na jaw, że Filbinger brał udział w wydaniu wyroku śmierci za dezercję w styczniu 1945 roku. Mimo że wielokrotnie publicznie zapewniał, że był to jedyny wyrok śmierci, w którego wydaniu brał udział, w następnych miesiącach ujawniono jednak trzy inne takie przypadki. Filbinger bronił się, powołując się na legalność tychże wyroków z formalnego punktu widzenia, ale ponieważ sprawiało to wrażenie braku odcięcia się od zbrodni okresu nazizmu, poważnie zaszkodziło jego politycznej reputacji. 7 sierpnia 1978 r. Filbinger zrezygnował z funkcji premiera landu.
W 1979 r. założył chrześcijańsko-konserwatywne forum dyskusyjne, które miało zajmować się przede wszystkim kwestiami rozwoju wartości w społeczeństwie. Do śmierci walczył o swoją polityczną rehabilitację. Zmarł 1 kwietnia 2007 r. we Fryburgu Bryzgowijskim.